# 유쾌한 삼촌
《유쾌한 삼촌》은 채널A에서 방영된 대한민국의 예능 프로그램이다.

## 출연자
- 이연복
- 강레오

## 시청률
| 회차 | 회차             | 시청률 |
| ---- | ---------------- | ------ |
| 1화  | 2017년 6월 30일  | 1.208% |
| 2화  | 2017년 7월 7일   | 1.198% |
| 3화  | 2017년 7월 14일  | 1.098% |
| 4화  | 2017년 7월 21일  | 1.214% |
| 5화  | 2017년 7월 28일  | 0.820% |
| 6화  | 2017년 8월 4일   | 0.778% |
| 7화  | 2017년 8월 11일  | 0.843% |
| 8화  | 2017년 8월 18일  | 0.641% |
| 9화  | 2017년 8월 25일  | 1.035% |
| 10화 | 2017년 9월 1일   | 0.841% |
| 11화 | 2017년 9월 8일   | 0.994% |
| 12화 | 2017년 9월 15일  | 0.994% |
| 13화 | 2017년 9월 22일  | 0.768% |
| 14화 | 2017년 9월 29일  | 0.934% |
| 15화 | 2017년 10월 6일  | 1.127% |
| 16화 | 2017년 10월 13일 | 1.005% |
| 17화 | 2017년 10월 20일 | 0.624% |
| 18화 | 2017년 10월 27일 | 0.699% |
| 19화 | 2017년 11월 3일  | 1.019% |
| 20화 | 2017년 11월 10일 | 0.980% |